# Dźawato (gmina Bitola)
Dźawato (maced. Ѓавато) – wieś w południowej Macedonii Północnej, w pobliżu drugiego co do wielkości miasta tego kraju – Bitoli. Osada wchodzi w skład gminy Bitola.
Według stanu na 2002 rok wieś liczyła 122 mieszkańców.